# Дискографія Scorpions
Нижче наведено повну дискографію німецького рок-гурту Scorpions. Гурт випустив 19 студійних альбомів, шість концертних альбомів, 13 відеоальбомів, 29 альбомів-компіляцій, один кавер-альбом, 92 сингли та 43 музичні відеокліпи. Вони продали від 75 до 100 мільйонів записів по всьому світу.

## Альбоми

### Студійні Альбоми
| Lonesome Crow                                                                       | - Записано: в Березні 1972 - Лейбл: Brain                | —  | —  | —  | —  | —  | —  | —  | —  | —  | —  | |
| Fly to the Rainbow                                                                  | - Записано: 1 листопада 1974 - Лейбл: RCA                | —  | —  | —  | —  | —  | —  | —  | —  | —  | —  | |
| In Trance                                                                           | - Записано: 17 вересня 1975 - Лейбл: RCA                 | —  | —  | —  | —  | —  | —  | —  | —  | —  | —  | |
| Virgin Killer                                                                       | - Записано: 22 листопада 1976 - Лейбл: RCA               | —  | —  | —  | —  | —  | —  | —  | —  | —  | —  | |
| Taken by Force                                                                      | - Записано: грудень 1977 - Лейбл: RCA                    | —  | —  | —  | —  | —  | —  | —  | —  | —  | —  | |
| Lovedrive                                                                           | - Записано: лютий 1979 - Лейбл: Harvest                  | 11 | —  | —  | —  | —  | —  | 32 | —  | 36 | 55 | - BVMI: Золото - SNEP: Золото - RIAA: Золото                                                                 |
| Animal Magnetism                                                                    | - Записано: 31 березня 1980 - Лейбл: Harvest             | 12 | —  | —  | 76 | —  | —  | 37 | —  | 23 | 52 | - MC: Золото - RIAA: Платина                                                                                 |
| Blackout                                                                            | - Записано: 29 березня 1982 - Лейбл: Harvest             | 10 | —  | —  | 11 | 12 | 45 | 12 | 77 | 11 | 10 | - SNEP: Золото - MC: Платина - RIAA: Платина                                                                 |
| Love at First Sting                                                                 | - Записано: 27 березня 1984 - Лейбл: Harvest             | 6  | —  | 19 | 15 | 4  | —  | 17 | 9  | 17 | 6  | - BVMI: Золото - MC: 2× Платина - RIAA: 3× Платина                                                           |
| Savage Amusement                                                                    | - Записано: 18 квітня 1988 - Лейбл: Harvest              | 4  | —  | 18 | 25 | 16 | 24 | 2  | 5  | 18 | 5  | - BVMI: Золото - IFPI FIN: Золото - SNEP: Золото - MC: Платина - RIAA: Платина                               |
| Crazy World                                                                         | - Записано: 6 листопада 1990 - Лейбл: Vertigo            | 1  | 49 | 1  | 20 | 2  | 6  | 6  | 3  | 27 | 21 | - BPI: Срібло - BVMI: 2× Платина - IFPI FIN: Золото - IFPI SWI: Золото - MC: 2× Платинум - RIAA: 2× Платинум |
| Face the Heat                                                                       | - Записано: 21 вересня 1993 - Лейбл: Mercury             | 4  | —  | 12 | 34 | 5  | 34 | 15 | 9  | 51 | 24 | - IFPI SWI: Золото - SNEP: Золото                                                                            |
| Pure Instinct                                                                       | - Записано : 21 травня 1996 - Лейбл: East West           | 8  | —  | 20 | —  | 11 | 95 | 38 | 15 | —  | 99 | - BVMI: Золото - IFPI FIN: Золото - SNEP: Золото                                                             |
| Eye II Eye                                                                          | - Записано: 9 березня 1999 - Лейбл: East West            | 6  | —  | —  | —  | 50 | —  | —  | 49 | —  | —  | |
| Unbreakable                                                                         | - Записано: 22 липня 2004 - Лейбл: Ariola                | 4  | —  | 30 | —  | 42 | —  | 14 | 19 | —  | —  | |
| Humanity: Hour I                                                                    | - Записано: 14 травня 2007 - Лейбл: Sony Music           | 9  | —  | 41 | —  | 16 | 91 | 36 | 27 | —  | 63 | |
| Sting in the Tail                                                                   | - Записано: 19 березня 2010 - Лейбл: Sony Music          | 2  | —  | 6  | 22 | 16 | 71 | 14 | 6  | 96 | 23 | - BVMI: Платина                                                                                              |
| Return to Forever                                                                   | - Записано: 20 лютого 2015 - Лейбл: RCA / SevenOne Music | 2  | —  | 11 | 16 | 5  | 39 | 17 | 2  | 31 | 65 | |
| Rock Believer                                                                       | - Записано: 25 лютого 2022 - Лейбл: Vertigo Berlin       | 2  | —  | 4  | 60 | 2  | 15 | 6  | 2  | 18 | 59 | |
| «-» позначає запис, який не потрапив до чартів або не був виданий на цій території. |                                                          |    |    |    |    |    |    |    |    |    |    | |

### Живі альбоми
| Tokyo Tapes                                                                             | - Записано: 15 серпня 1978 - Лейбл: RCA           | 35 | —  | —  | — | 14 | —  | 42 | —  | —  | —   | - SNEP: Золото                                              |
| World Wide Live                                                                         | - Записано: 17 червня 1985 - Лейбл: Harvest/EMI   | 4  | 4  | 39 | 9 | 20 | 47 | 9  | 18 | 18 | 17  | - BVMI: Золото - MC: Платина - RIAA: Платина - SNEP: Золото |
| Live Bites                                                                              | - Записано: 3 квітня 1995 - Лейбл: PolyGram       | 66 | —  | —  | — | —  | —  | —  | —  | —  | —   |                                                             |
| Acoustica                                                                               | - Записано: 14 травня 2001 - Лейбл: East West     | 13 | —  | —  | — | 46 | —  | —  | 35 | —  | —   | - BVMI: Золото                                              |
| Live 2011: Get Your Sting and Blackout                                                  | - Записано: 14 жовтня 2011 - Лейбл: Sony Music    | —  | —  | —  | — | —  | —  | —  | —  | —  | —   |                                                             |
| MTV Unplugged — Live in Athens                                                          | - Записано: 29 листопада 2013 - Лейбл: Sony Music | 5  | 37 | —  | — | 85 | —  | —  | 29 | —  | 113 | - BVMI: Золото                                              |
| «-» позначає позиції, які не були випущені в цій країні або не потрапили до хіт-параду. |                                                   |    |    |    |   |    |    |    |    |    |     |                                                             |

### Перезапис альбомів
| Moment of Glory (разом з"Berlin Philharmonic Orchestra")                            | - Записано: 29 серпня 2000 - Лейбл: EMI Classics | 3  | —  | 70 | —  | —  | - BVMI: Золото |
| Comeblack                                                                           | - Записано: 4 листопада 2011 - Лейбл: Sony Music | 25 | 67 | 22 | 33 | 90 | —              |
| «—» позначає запис, який не потрапив до чартів або не був виданий на цій території. |                                                  |    |    |    |    |    |                |

### Альбоми-збірки
| Best of Scorpions                                                                       | - Записано: 17 листопада 1979 - Лейбл: RCA      | —  | —  | —  | —  | —  | —  | —  | 180 | —                                                                                 |
| Hot & Heavy                                                                             | - Записано: 4 травня 1982 - Лейбл: RCA          | —  | —  | —  | —  | —  | —  | —  | —   | —                                                                                 |
| Best of Scorpions Vol. 2                                                                | - Записано: 10 липня 1984 - Лейбл: RCA          | —  | —  | —  | —  | —  | —  | —  | 175 | —                                                                                 |
| Gold Ballads                                                                            | - Записано: 13 жовтня 1984 - Лейбл: Harvest/EMI | 25 | —  | —  | —  | 11 | —  | 7  | —   | —                                                                                 |
| Best of Rockers 'n' Ballads                                                             | - Записано: 29 листопада 1989 - Лейбл: EMI      | 14 | —  | 16 | —  | 92 | 35 | 21 | 43  | - BVMI: Золото - IFPI FIN: Золото - IFPI SWI: Золото - MC: Золото - RIAA: Платина |
| Hot & Slow: The Best of the Ballads                                                     | - Записано: 12 жовтня 1991 - Лейбл: RCA         | —  | —  | —  | —  | —  | —  | —  | —   | - SNEP: Золото                                                                    |
| Still Loving You                                                                        | - Записано: 2 квітня 1992 - Лейбл: Harvest/EMI  | 18 | 32 | 3  | 4  | 16 | 30 | 24 | —   | - IFPI FIN: Платина - SNEP: Золото                                                |
| Hot & Hard                                                                              | - Записано: 23 серпня 1993 - Лейбл: RCA         | —  | —  | —  | —  | —  | —  | —  | —   | —                                                                                 |
| Deadly Sting                                                                            | - Записано: 2 лютого 1995 - Лейбл: EMI          | 28 | 39 | 13 | 15 | —  | —  | 32 | —   | —                                                                                 |
| Born to Touch Your Feelings                                                             | - Записано: 20 березня 1995 - Лейбл: RCA        | —  | —  | —  | —  | —  | —  | —  | —   | —                                                                                 |
| Still Loving You — The Best Of                                                          | - Записано: 14 березня 1997 - Лейбл: Odeon      | —  | —  | —  | —  | —  | —  | —  | —   |                                                                                   |
| Hot & Slow: Best Masters of the 70's                                                    | - Записано: 28 вересня 1998 - Лейбл: BMG        | —  | —  | —  | —  | —  | —  | —  | —   | —                                                                                 |
| Big City Nights                                                                         | - Записано: 11 липня 1998 - Лейбл: Universal    | —  | —  | —  | —  | —  | —  | —  | —   | —                                                                                 |
| Best                                                                                    | - Записано: 17 вересня 1999 - Лейбл: EMI        | —  | —  | 12 | 8  | —  | 19 | —  | —   | - IFPI FIN: Золото - SNEP: 2× Золото                                              |
| Pictured Life: All The Best                                                             | - Записано: 13 березня 2000 - Лейбл: BMG        | —  | —  | —  | —  | —  | —  | —  | —   | —                                                                                 |
| 20th Century Masters — The Millennium Collection: The Best of Scorpions                 | - Записано: 12 червня 2001 - Лейбл: Mercury     | —  | —  | —  | —  | —  | —  | —  | —   | —                                                                                 |
| Bad for Good                                                                            | - Записано: 28 травня 2002 - Лейбл: Hip-O       | —  | —  | —  | —  | —  | —  | —  | 161 | —                                                                                 |
| Classic Bites                                                                           | - Записано: 8 липня 2002 - Лейбл: Mercury       | —  | —  | —  | —  | —  | —  | —  | —   | —                                                                                 |
| Ballads                                                                                 | - Записано: 23 грудня 2003 - Лейбл: EMI         | —  | —  | —  | —  | —  | —  | —  | —   | —                                                                                 |
| Box of Scorpions                                                                        | - Записано: 5 травня 2004 - Лейбл: Hip-O        | —  | —  | —  | —  | —  | —  | —  | —   | —                                                                                 |
| The Platinum Collection                                                                 | - Записано: 30 вересня 2005 - Лейбл: EMI        | —  | —  | 7  | 5  | —  | —  | —  | —   | —                                                                                 |
| No. 1's                                                                                 | - Записано: 18 квітня 2006 - Лейбл: EMI         | —  | —  | —  | —  | —  | —  | —  | —   | —                                                                                 |
| Gold                                                                                    | - Записано: 25 квітня 2006 - Лейбл: Hip-O       | —  | —  | —  | —  | —  | —  | —  | —   | —                                                                                 |
| Deadliest Stings: Greatest Hits                                                         | - Записано: 27 листопада 2007 - Лейбл: Warner   | —  | —  | —  | —  | —  | —  | —  | —   | —                                                                                 |
| Icon                                                                                    | - Записано: 2 листопада 2010 - Лейбл: Island    | —  | —  | —  | —  | —  | —  | —  | —   | —                                                                                 |
| Icon 2                                                                                  | - Записано: 2 листопада 2010 - Лейбл: Island    | —  | —  | —  | —  | —  | —  | —  | —   | —                                                                                 |
| Wind of Change: The Collection                                                          | - Записано: 20 травня 2013 - Лейбл: Universal   | —  | —  | —  | —  | —  | —  | —  | —   | —                                                                                 |
| Born to Touch Your Feelings: Best of Rock Ballads                                       | - Записано: 24 листопада 2017 - Лейбл: RCA      | 42 | —  | —  | 81 | —  | —  | 48 | —   | —                                                                                 |
| «-» позначає позиції, які не були випущені в цій країні або не потрапили до хіт-параду. |                                                 |    |    |    |    |    |    |    |     |                                                                                   |

↑  У Франції альбоми-компіляції не потрапляють до чарту 200 найкращих альбомів, а лише до окремого чарту для альбомів-компіляцій. Наведені тут позиції французького чарту для альбомів-компіляцій є їхніми піковими позиціями у французькому чарті альбомів-компіляцій.

## Відео

### Музичні Відео
| Рік  | Назва                                                    | Альбом                         | Режисер(и)                      |
| ---- | -------------------------------------------------------- | ------------------------------ | ------------------------------- |
| 1982 | «No One Like You»                                        | Blackout                       | Марті Калнер та Харт Перрі      |
| 1982 | «Arizona» (Promoclip)                                    | Blackout                       |                                 |
| 1984 | «I'm Leaving You»                                        | Love at First Sting            | Мартін Кахан                    |
| 1984 | «Rock You Like a Hurricane»                              | Love at First Sting            | Девід Маллет                    |
| 1984 | «Still Loving You»                                       | Love at First Sting            | Харт Перрі                      |
| 1985 | «Rock You Like a Hurricane» (PCM Version)                | Love at First Sting            | Девід Маллет                    |
| 1985 | «Big City Nights»                                        | World Wide Live                | Марті Калнер та Річард Перрі    |
| 1988 | «Rhythm of Love»                                         | Savage Amusement               | Марті Калнер                    |
| 1988 | «Believe in Love»                                        | Savage Amusement               | Марті Калнер                    |
| 1988 | «Passion Rules the Game»                                 | Savage Amusement               | Н/Д                             |
| 1989 | «I Can't Explain»                                        | Best of Rockers 'n' Ballads    | Н/Д                             |
| 1990 | «Tease Me Please Me»                                     | Crazy World                    | Н/Д                             |
| 1990 | «Don't Believe Her»                                      | Crazy World                    | Н/Д                             |
| 1990 | «Wind of Change»                                         | Crazy World                    | Н/Д                             |
| 1990 | «Send Me an Angel»                                       | Crazy World                    | Мейерт Евіс                     |
| 1991 | «Wind of Change» (World Events Version)                  | Crazy World                    | Вейн Ішам                       |
| 1992 | «Hit Between the Eyes»                                   | Crazy World                    | Н/Д                             |
| 1993 | «Alien Nation»                                           | Face the Heat                  | Метт Махурін                    |
| 1993 | «No Pain No Gain»                                        | Face the Heat                  | Н/Д                             |
| 1993 | «Woman»                                                  | Face the Heat                  | Джефф «Баскі» Ріхтер            |
| 1993 | «Under the Same Sun»                                     | Face the Heat                  | Пітер Крістоферсон та Вейн Ішем |
| 1994 | «White Dove»                                             | Live Bites                     | Н/Д                             |
| 1996 | «You and I»                                              | Pure Instinct                  | Маркус Ніспел                   |
| 1996 | «When You Came into My Life»                             | Pure Instinct                  | Н/Д                             |
| 1996 | «Does Anyone Know»                                       | Pure Instinct                  | Н/Д                             |
| 1998 | «Holiday» (live)                                         | World Wide Live                |                                 |
| 1999 | «To Be No. 1»                                            | Eye II Eye                     | Девід Маллет                    |
| 1999 | «What You Give You Give Back»                            | Eye II Eye                     | Н/Д                             |
| 1999 | «A Moment in a Million Years»                            | Eye II Eye                     | Н/Д                             |
| 2000 | «Hurricane 2000»                                         | Moment of Glory                | Піт Вейріх                      |
| 2000 | «Moment of Glory»                                        | Moment of Glory                | Піт Вейріх                      |
| 2000 | «Here in My Heart»                                       | Moment of Glory                | Піт Вейріх                      |
| 2004 | «Remember the Good Times»                                | Unbreakable                    | Ганнес Россачер                 |
| 2007 | «Humanity»                                               | humanity: Hour I               | Н/Д                             |
| 2010 | «The Good Die Young»                                     | Sting in the Tail              | Ніколай Георгієв                |
| 2011 | «All Day and All of the Night»                           | Comeblack                      | Олівер Зоммер                   |
| 2011 | «Across the Universe»                                    | Comeblack                      | Олівер Зоммер                   |
| 2011 | «Children of the Revolution»                             | Comeblack                      | Олівер Зоммер                   |
| 2011 | «Tainted Love»                                           | Comeblack                      | Олівер Зоммер                   |
| 2011 | «Ruby Tuesday»                                           | Comeblack                      | Олівер Зоммер                   |
| 2014 | «Rock You Like a Hurricane» (за участю Йоганнеса Штрате) | MTV Unplugged — Live in Athens | Свен Оупен                      |
| 2015 | «We Built This House»                                    | Return to Forever              | Йорн Хайтманн                   |
| 2015 | «Going Out With a Bang»                                  | Return to Forever              | Денніс Дірксен                  |
| 2016 | «Rock 'n' Roll Band (live)»                              | Return to Forever              |                                 |
| 2021 | «Peacemaker»                                             | Rock Believer                  | Йорн Хайтманн та Хінріх Пфлуг   |
| 2022 | «Rock Believer»                                          | Rock Believer                  | Йорн Хайтманн та Хінріх Пфлуг   |
| 2022 | «When You Know (Where You Come From)»                    | Rock Believer                  | Йорн Хайтманн та Хінріх Пфлуг   |

## Відеоальбоми
| Рік  | Опис | Сертифікація   |
| ---- | --- | -------------- |
| 1985 | First Sting (Betamax, VHS та LaserDisc; чотири окремі промо-ролики)                                                                                  | —              |
| 1985 | World Wide Live (VHS, LaserDisc та LaserDisc; чотири окремі промо-ролики)                                                                            | - US: Золото   |
| 1985 | До Росії з любов'ю та іншими дикунськими розвагами (VHS і LaserDisc; концерт 1988 року та інтерв'ю)                                                  | - US: Золото   |
| 1991 | Crazy World Tour Live… Berlin 1991 (VHS, VCD, LaserDisc і DVD; концерт 1990 року і чотири сингли) Перевидано і розширено як A Savage Crazy World DVD | —              |
| 2001 | Moment of Glory — Berliner Philharmoniker Live (VHS, VCD, DVD and Blu-ray; live 2000 and interviews)                                                 | - CAN: Золото  |
| 2001 | Acoustica (VHS, VCD та DVD; концерт 2001 року та інтерв'ю)                                                                                           | - BRA: Платина |
| 2002 | A Savage Crazy World (DVD; Crazy World Tour Live… Berlin 1991 та 16 промо синглів)                                                                   | —              |
| 2004 | Unbreakable World Tour 2004: Одна ніч у Відні (VCD та DVD; концерт 2004 року та документальний фільм)                                                | —              |
| 2007 | Live at Wacken Open Air 2006 (DVD; наживо 2006 рік)                                                                                                  | —              |
| 2009 | Amazônia — Live in the Jungle (DVD; наживо 2008 рік та документалістика)                                                                             | - FRA: Золото  |
| 2011 | Live in 3D — Get Your Sting & Blackout (Blu-ray; концерт 2010—2011 та документальний фільм)                                                          | —              |
| 2013 | MTV Unplugged — Live in Athens (DVD та Blu-ray; концерт 2013 року та документальний фільм)                                                           | —              |
| 2015 | Return to Forever — Tour Edition: | —              |
| 2016 | Forever and a Day — Наживо в Мюнхені 2012 (DVD та Blu-ray; документальний фільм та концерт 2012)                                                     | —              |

## Сингли
| Назва                                                                                   | Рік  | Пікові позиції у чартах | Пікові позиції у чартах | Пікові позиції у чартах | Пікові позиції у чартах | Пікові позиції у чартах | Пікові позиції у чартах | Пікові позиції у чартах | Пікові позиції у чартах | Пікові позиції у чартах | Пікові позиції у чартах | Альбом                                            |
| Назва                                                                                   | Рік  | GER                     | AUS                     | AUT                     | CAN                     | FRA                     | NLD                     | SWE                     | SWI                     | UK                      | US                      | Альбом                                            |
| --------------------------------------------------------------------------------------- | ---- | ----------------------- | ----------------------- | ----------------------- | ----------------------- | ----------------------- | ----------------------- | ----------------------- | ----------------------- | ----------------------- | ----------------------- | ------------------------------------------------- |
| «I'm Going Mad» / «Action» (unreleased single)                                          | 1971 | —                       | —                       | —                       | —                       | —                       | —                       | —                       | —                       | —                       | —                       | Lonesome Crow                                     |
| «In Trance»                                                                             | 1975 | —                       | —                       | —                       | —                       | —                       | —                       | —                       | —                       | —                       | —                       | In Trance                                         |
| «Speedy's Coming»                                                                       | 1976 | —                       | —                       | —                       | —                       | —                       | —                       | —                       | —                       | —                       | —                       | Fly to the Rainbow                                |
| «Virgin Killer»                                                                         | 1976 | —                       | —                       | —                       | —                       | —                       | —                       | —                       | —                       | —                       | —                       | Virgin Killer                                     |
| «Pictured Life»                                                                         | 1977 | —                       | —                       | —                       | —                       | —                       | —                       | —                       | —                       | —                       | —                       | Virgin Killer                                     |
| «He's a Woman — She's a Man»                                                            | 1977 | —                       | —                       | —                       | —                       | —                       | —                       | —                       | —                       | —                       | —                       | Taken by Force                                    |
| «The Sails of Charon»                                                                   | 1978 | —                       | —                       | —                       | —                       | —                       | —                       | —                       | —                       | —                       | —                       | Taken by Force                                    |
| «All Night Long» (Live)                                                                 | 1979 | —                       | —                       | —                       | —                       | —                       | —                       | —                       | —                       | —                       | —                       | Tokyo Tapes                                       |
| «Is There Anybody There?»                                                               | 1979 | —                       | —                       | —                       | —                       | —                       | —                       | —                       | —                       | 39                      | —                       | Lovedrive                                         |
| «Another Piece of Meat»                                                                 | 1979 | —                       | —                       | —                       | —                       | —                       | —                       | —                       | —                       | 39                      | —                       | Lovedrive                                         |
| «Lovedrive»                                                                             | 1979 | —                       | —                       | —                       | —                       | —                       | —                       | —                       | —                       | 69                      | —                       | Lovedrive                                         |
| «Loving You Sunday Morning»                                                             | 1979 | —                       | —                       | —                       | —                       | —                       | —                       | —                       | —                       | —                       | —                       | Lovedrive                                         |
| «Holiday»                                                                               | 1979 | —                       | —                       | —                       | —                       | —                       | —                       | —                       | —                       | —                       | —                       | Lovedrive                                         |
| «Make It Real»                                                                          | 1980 | —                       | —                       | —                       | —                       | —                       | —                       | —                       | —                       | 72                      | —                       | Animal Magnetism                                  |
| «The Zoo»                                                                               | 1980 | —                       | —                       | —                       | —                       | —                       | —                       | —                       | —                       | 75                      | —                       | Animal Magnetism                                  |
| «Only a Man»                                                                            | 1980 | —                       | —                       | —                       | —                       | —                       | —                       | —                       | —                       | —                       | —                       | Animal Magnetism                                  |
| «Lady Starlight»                                                                        | 1980 | —                       | —                       | —                       | —                       | —                       | —                       | —                       | —                       | —                       | —                       | Animal Magnetism                                  |
| «Hey You»                                                                               | 1980 | —                       | —                       | —                       | —                       | —                       | —                       | —                       | —                       | —                       | —                       | Неальбомний сингл                                 |
| «No One Like You»                                                                       | 1982 | —                       | —                       | —                       | 49                      | —                       | —                       | —                       | —                       | 64                      | 65                      | Blackout                                          |
| «Now!»                                                                                  | 1982 | —                       | —                       | —                       | —                       | —                       | —                       | —                       | —                       | —                       | —                       | Blackout                                          |
| «Can't Live Without You»                                                                | 1982 | —                       | —                       | —                       | —                       | —                       | —                       | —                       | —                       | 63                      | —                       | Blackout                                          |
| «Rock You Like a Hurricane»                                                             | 1984 | —                       | —                       | —                       | 37                      | —                       | 47                      | —                       | —                       | 78                      | 25                      | Love at First Sting                               |
| «Still Loving You»                                                                      | 1984 | 14                      | —                       | —                       | —                       | 3                       | 5                       | —                       | 3                       | —                       | 64                      | Love at First Sting                               |
| «Big City Nights»                                                                       | 1984 | —                       | —                       | —                       | —                       | —                       | —                       | —                       | —                       | 76                      | —                       | Love at First Sting                               |
| «I'm Leaving You»                                                                       | 1984 | —                       | —                       | —                       | —                       | —                       | —                       | —                       | —                       | —                       | —                       | Love at First Sting                               |
| «No One Like You (Live!)»                                                               | 1985 | 40                      | —                       | —                       | —                       | —                       | —                       | —                       | —                       | —                       | —                       | World Wide Live                                   |
| «Still Loving You» (Live)                                                               | 1985 | —                       | —                       | —                       | —                       | —                       | —                       | —                       | —                       | —                       | —                       | World Wide Live                                   |
| «Rhythm of Love»                                                                        | 1988 | —                       | —                       | —                       | —                       | —                       | —                       | —                       | —                       | 59                      | 75                      | Savage Amusement                                  |
| «Believe in Love»                                                                       | 1988 | —                       | —                       | —                       | —                       | —                       | —                       | —                       | —                       | —                       | —                       | Savage Amusement                                  |
| «Passion Rules the Game»                                                                | 1988 | —                       | —                       | —                       | —                       | —                       | —                       | —                       | —                       | 74                      | —                       | Savage Amusement                                  |
| «I Can't Explain»                                                                       | 1989 | —                       | —                       | —                       | —                       | —                       | —                       | —                       | —                       | —                       | —                       | Best of Rockers 'n' Ballads                       |
| «Holiday» (Remix)                                                                       | 1989 | —                       | —                       | —                       | —                       | —                       | —                       | —                       | —                       | —                       | —                       | Best of Rockers 'n' Ballads                       |
| «Is There Anybody There?» (Long Version)                                                | 1990 | —                       | —                       | —                       | —                       | —                       | —                       | —                       | —                       | —                       | —                       | Best of Rockers 'n' Ballads                       |
| «Tease Me, Please Me»                                                                   | 1990 | —                       | —                       | —                       | —                       | —                       | —                       | —                       | —                       | —                       | —                       | Crazy World                                       |
| «Don't Believe Her»                                                                     | 1990 | —                       | —                       | —                       | —                       | —                       | —                       | —                       | —                       | 77                      | —                       | Crazy World                                       |
| «Wind of Change»                                                                        | 1991 | 1                       | 7                       | 1                       | 10                      | 1                       | 1                       | 1                       | 1                       | 2                       | 4                       | Crazy World                                       |
| «Send Me an Angel»                                                                      | 1991 | 5                       | 108                     | 8                       | 19                      | 8                       | 4                       | 4                       | 14                      | 27                      | 44                      | Crazy World                                       |
| «Ветер Перемен (Wind of Change)» (Кацапська версія)                                     | 1991 | 38                      | —                       | —                       | —                       | —                       | —                       | —                       | —                       | —                       | —                       | Неальбомний сингл                                 |
| «Vientos De Cambio (Wind of Change)» (Іспанська версія)                                 | 1991 | —                       | —                       | —                       | —                       | —                       | —                       | —                       | —                       | —                       | —                       | Неальбомний сингл                                 |
| «Hit Between the Eyes»                                                                  | 1992 | —                       | —                       | —                       | —                       | —                       | —                       | —                       | —                       | —                       | —                       | Crazy World                                       |
| «Still Loving You» (Remix)                                                              | 1992 | 87                      | —                       | —                       | —                       | —                       | —                       | —                       | —                       | —                       | —                       | Still Loving You                                  |
| «Living for Tomorrow» (Live)                                                            | 1992 | —                       | —                       | —                       | —                       | —                       | —                       | —                       | —                       | —                       | —                       | Still Loving You                                  |
| «Alien Nation»                                                                          | 1993 | 27                      | —                       | —                       | —                       | —                       | —                       | —                       | —                       | —                       | —                       | Face the Heat                                     |
| «Under the Same Sun»                                                                    | 1993 | 99                      | —                       | —                       | 31                      | 19                      | —                       | —                       | —                       | —                       | —                       | Face the Heat                                     |
| «Woman»                                                                                 | 1993 | —                       | —                       | —                       | —                       | —                       | —                       | —                       | —                       | —                       | —                       | Face the Heat                                     |
| «No Pain No Gain»                                                                       | 1994 | —                       | —                       | —                       | —                       | —                       | —                       | —                       | —                       | —                       | —                       | Face the Heat                                     |
| «White Dove»                                                                            | 1995 | 18                      | —                       | —                       | —                       | —                       | —                       | —                       | 20                      | —                       | —                       | Live Bites                                        |
| «Edge of Time»                                                                          | 1995 | —                       | —                       | —                       | —                       | —                       | —                       | —                       | —                       | —                       | —                       | Deadly Sting                                      |
| «You and I»                                                                             | 1996 | 22                      | —                       | 34                      | —                       | 23                      | —                       | 37                      | 23                      | —                       | —                       | Pure Instinct                                     |
| «Does Anyone Know»                                                                      | 1996 | 81                      | —                       | —                       | —                       | —                       | —                       | —                       | —                       | —                       | —                       | Pure Instinct                                     |
| «When You Came into My Life»                                                            | 1996 | 97                      | —                       | —                       | —                       | —                       | —                       | —                       | —                       | —                       | —                       | Pure Instinct                                     |
| «Where the River Flows»                                                                 | 1997 | 97                      | —                       | —                       | —                       | —                       | —                       | —                       | —                       | —                       | —                       | Pure Instinct                                     |
| «To Be No. 1»                                                                           | 1999 | 55                      | —                       | —                       | —                       | —                       | —                       | —                       | —                       | —                       | —                       | Eye II Eye                                        |
| «10 Light Years Away»                                                                   | 1999 | —                       | —                       | —                       | —                       | —                       | —                       | —                       | —                       | —                       | —                       | Eye II Eye                                        |
| «Eye to Eye»                                                                            | 1999 | —                       | —                       | —                       | —                       | —                       | —                       | —                       | —                       | —                       | —                       | Eye II Eye                                        |
| «Moment of Glory» (разом з Berliner Philharmoniker)                                     | 2000 | 67                      | —                       | —                       | —                       | —                       | —                       | —                       | —                       | —                       | —                       | Moment of Glory                                   |
| «Hurricane 2000» (разом з Berliner Philharmoniker)                                      | 2000 | —                       | —                       | —                       | —                       | —                       | —                       | —                       | —                       | —                       | —                       | Moment of Glory                                   |
| «Here in My Heart» (разом з Berliner Philharmoniker та Lyn Liechty)                     | 2000 | —                       | —                       | —                       | —                       | —                       | —                       | —                       | —                       | 91                      | —                       | Moment of Glory                                   |
| «When Love Kills Love»                                                                  | 2001 | —                       | —                       | —                       | —                       | —                       | —                       | —                       | —                       | —                       | —                       | Acoustica                                         |
| «Miracle»                                                                               | 2004 | —                       | —                       | —                       | —                       | —                       | —                       | —                       | —                       | —                       | —                       | Неальбомний сингл                                 |
| «You Are the Champion» (разом з Майклом Клейтманом)                                     | 2004 | 92                      | —                       | —                       | —                       | —                       | —                       | —                       | —                       | —                       | —                       | Неальбомний сингл                                 |
| «Humanity»                                                                              | 2007 | —                       | —                       | —                       | —                       | —                       | —                       | —                       | —                       | —                       | —                       | Humanity: Hour I                                  |
| «Love Will Keep Us Alive»                                                               | 2007 | —                       | —                       | —                       | —                       | —                       | —                       | —                       | —                       | —                       | —                       | Humanity: Hour I                                  |
| «The Game of Life»                                                                      | 2008 | —                       | —                       | —                       | —                       | —                       | —                       | —                       | —                       | —                       | —                       | Humanity: Hour I                                  |
| «The Good Die Young» (за участю Тар'ї Турумен)                                          | 2010 | —                       | —                       | —                       | —                       | —                       | —                       | —                       | —                       | —                       | —                       | Sting in the Tail                                 |
| «Raised on Rock»                                                                        | 2010 | —                       | —                       | —                       | —                       | —                       | —                       | —                       | —                       | —                       | —                       | Sting in the Tail                                 |
| «The Best Is Yet to Come»                                                               | 2010 | —                       | —                       | —                       | —                       | —                       | —                       | —                       | —                       | —                       | —                       | Sting in the Tail                                 |
| «Sting in the Tail»                                                                     | 2010 | —                       | —                       | —                       | —                       | —                       | —                       | —                       | —                       | —                       | —                       | Sting in the Tail                                 |
| «Still Loving You»                                                                      | 2011 | —                       | —                       | —                       | —                       | —                       | —                       | —                       | —                       | —                       | —                       | Comeblack                                         |
| «Where the River Flows»                                                                 | 2013 | —                       | —                       | —                       | —                       | —                       | —                       | —                       | —                       | —                       | —                       | MTV Unplugged — Live in Athens                    |
| «Rock You Like a Hurricane» (за участю Йоганнеса Страте)                                | 2014 | —                       | —                       | —                       | —                       | —                       | —                       | —                       | —                       | —                       | —                       | MTV Unplugged — Live in Athens                    |
| «We Built This House»                                                                   | 2015 | —                       | —                       | —                       | —                       | —                       | —                       | —                       | —                       | —                       | —                       | Return to Forever                                 |
| «Eye of the Storm»                                                                      | 2015 | —                       | —                       | —                       | —                       | —                       | —                       | —                       | —                       | —                       | —                       | Return to Forever                                 |
| «Going out with a Bang»                                                                 | 2015 | —                       | —                       | —                       | —                       | —                       | —                       | —                       | —                       | —                       | —                       | Return to Forever                                 |
| «Rock 'n' Roll Band»                                                                    | 2016 | —                       | —                       | —                       | —                       | —                       | —                       | —                       | —                       | —                       | —                       | Return to Forever                                 |
| «Follow Your Heart»                                                                     | 2017 | —                       | —                       | —                       | —                       | —                       | —                       | —                       | —                       | —                       | —                       | Born to Touch Your Feelings: Best of Rock Ballads |
| «Sign of Hope»                                                                          | 2020 | —                       | —                       | —                       | —                       | —                       | —                       | —                       | —                       | —                       | —                       | Цифровий неальбомний сингл                        |
| «Peacemaker»                                                                            | 2021 | —                       | —                       | —                       | —                       | —                       | —                       | —                       | —                       | —                       | —                       | Rock Believer                                     |
| «Rock Believer»                                                                         | 2022 | —                       | —                       | —                       | —                       | —                       | —                       | —                       | —                       | —                       | —                       | Rock Believer                                     |
| «Seventh Sun»                                                                           | 2022 | —                       | —                       | —                       | —                       | —                       | —                       | —                       | —                       | —                       | —                       | Rock Believer                                     |
| «Shining of Your Soul»                                                                  | 2022 | —                       | —                       | —                       | —                       | —                       | —                       | —                       | —                       | —                       | —                       | Rock Believer                                     |
| «When You Know (Where You Come From)»                                                   | 2022 | —                       | —                       | —                       | —                       | —                       | —                       | —                       | —                       | —                       | —                       | Rock Believer                                     |
| «-» позначає позиції, які не були випущені в цій країні або не потрапили до хіт-параду. |      |                         |                         |                         |                         |                         |                         |                         |                         |                         |                         |                                                   |

## Саундтреки
| Рік       | Пісня                                           | Фільм                             | Опис |
| --------- | ----------------------------------------------- | --------------------------------- | --- |
| 1972      | «Lonesome Crow»                                 | Das Kalte Paradies                | Німецький фільм про боротьбу з наркоманією |
| 1984      | «Still Loving You»                              | Corpo a Corpo                     | Бразильська мильна опера |
| 1992      | «Hit Between the Eyes»                          | Корпорація «Безсмертя»            | У головних ролях: Ентоні Гопкінс, Рене Руссо, Мік Джаггер |
| 1992      | «Under the Same Sun»                            | В облозі                          | У головній ролі Стівен Сігал |
| 1993      | «Under the Same Sun»                            | Sonho Meu                         | Бразильська мильна опера |
| 1993      | «Wind of Change»                                | Район Мелроуз                     | Епізод "Непримиренна схожість |
| 1996      | «Rock You Like a Hurricane»                     | Race the Sun                      | У головних ролях: Холлі Беррі та Джеймс Белуші |
| 1996      | «You and I» (Special Single Mix)                | Quem É Você?                      | Бразильська теленовела |
| 1996      | «Still Loving You»                              | Кривавий бордель                  | У головних ролях: Денніс Міллер, Еріка Еленяк, Енджі Еверхарт, Корі Фельдман і Кріс Сарандон                                                                   |
| 1997      | «Send Me an Angel»                              | Lancelot: Guardian of Time        | У головних ролях: Марк Сінгер, Клаудія Крістіан, Джон Саксон і Джеррі Левін                                                                                    |
| 1997      | «Are You the One?»                              | A Indomada                        | Бразильська теленовела |
| 1999      | «Rock You Like a Hurricane»                     | Jawbreaker                        | У ролях: Роуз Макгавен |
| 1999      | «Send Me an Angel»                              | Майкл Джексон та Друзі            | Спеціальна телевізійна програма на ZDF, ведучі Томас Готтшальк та Мішель Хунцікер                                                                              |
| 2000      | «Rock You Like a Hurricane»                     | Ніккі-диявол молодший             | У головній ролі Адам Сендлер |
| 2002      | «No One Like You»                               | Ash Wednesday                     | У головній ролі Едвард Бернс |
| 2004      | «Send Me an Angel»                              | Мертва справа                     | У головній ролі Кетрін Морріс |
| 2005/2010 | «Rock You Like a Hurricane» / «No One Like You» | Надприродне                       | У головних ролях: Джаред Падалекі та Дженсен Еклз |
| 2004      | «Rock You Like a Hurricane»                     | Чужа Сім'я                        | Епізод Полум'я слави |
| 2007      | «Rock You Like a Hurricane»                     | The Simpsons Game                 | Трейлер та гра |
| 2007      | «No One Like You»                               | Guitar Hero Encore: Rocks the 80s | Гра |
| 2007      | «Rock You Like a Hurricane»                     | Guitar Hero III: Legends of Rock  | Гра |
| 2007      | «Rock You Like a Hurricane»                     | Трошки вагітна                    | У головній ролі Сет Роген |
| 2007      | «Wind of Change»                                | In Search of a Midnight Kiss      | Starring Scoot McNairy |
| 2007/2008 | «The Game of Life»                              | Caminhos do Coração               | Бразильська теленовела |
| 2008      | «Animal Magnetism»                              | Реслер                            | У головній ролі Міккі Рурк |
| 2008      | «Rock You Like a Hurricane»                     | Дорослі Забави                    | У головній ролі Шон Вільям Скотт |
| 2009      | «Wind of Change»                                | Gentlemen Broncos                 | У головних ролях: Майкл Ангарано та Джемейн Клемен |
| 2009      | «Blackout / Holiday»                            | Brütal Legend                     | Гра |
| 2010      | «The Sails of Charon»                           | Gran Turismo 5                    | Гра |
| 2010      | «Rock You Like a Hurricane»                     | Лицар дня                         | У головних ролях: Том Круз і Кемерон Діас |
| 2010      | «Wind of Change»                                | Call of Duty: Black Ops           | Відео гра |
| 2011      | «Hurricane 2000»                                | Професіонал                       | У трейлері. У головних ролях: Роберт Де Ніро, Клайв Овен та Джейсон Стетхем                                                                                    |
| 2011      | «Send Me an Angel»                              | Жеребець                          | Епізод «Що відбувається внизу?» або "Не їжте принца Еріка! |
| 2011      | «Wind of Change»                                | Chuck                             | У головних ролях: Захарі Леві, Івонн Страховскі та Джошуа Гомес                                                                                                |
| 2012      | «No One Like You» / «Rock You Like a Hurricane» | Рок на віки                       | У ролях: Джуліанна Гоф, Дієго Бонета, Рассел Бренд, Пол Джаматті, Кетрін Зета-Джонс, Малін Акерман, Мері Джей Блайдж, Алек Болдвін, Том Круз та Браян Кренстон |
| 2013      | «Rock You Like a Hurricane»                     | Тепло наших тіл                   | У головній ролі Ніколас Голт |
| 2014      | «Rock You Like a Hurricane»                     | Бруклін 9-9                       | Епізод "Парі |
| 2014      | «Rock You Like a Hurricane»                     | Фейкові копи                      | У головних ролях: Джейк Джонсон, Деймон Веянс-молодший. |
| 2014      | «Rock You Like a Hurricane»                     | Скорпіон                          | Епізод А Циклон |
| 2014      | «Wind of Change»                                | Інтерв'ю                          | У головних ролях: Сет Роген, Джеймс Франко |
| 2015      | «Rock You Like a Hurricane»                     | A Walk in the Woods               | У головних ролях: Роберт Редфорд, Нік Нолті та Емма Томпсон |
| 2016      | «Rock You Like a Hurricane»                     | Angry Birds у кіно                | У головних ролях: Джейсон Судейкіс, Джош Ґад, Мая Рудольф, Кейт Маккіннон, Шон Пенн, Тоні Хейл, Кіген-Майкл Кі, Білл Гейдер та Пітер Дінклейдж                 |
| 2016      | «Rock You Like a Hurricane»                     | У Філадельфії завжди сонячно      | Епізод "Бути відвертим |
| 2017      | «Rock You Like a Hurricane»                     | Дивні дива                        | У ролях: Вайнона Райдер, Девід Гарбор, Фінн Вульфгард, Міллі Боббі Браун, Гейтен Матараццо, Калеб Маклафлін, Наталія Дайєр, Чарлі Гітон, Кара Буоно            |
| 2017      | «Rock You Like a Hurricane»                     | Блиск                             | Епізод Деббі щось робить |
| 2017      | «Rock You Like a Hurricane»                     | Trial & Error                     | Епізод "Вирок |
| 2017      | «Rock You Like a Hurricane»                     | Теоргія великого вихубу           | У ролях: Джонні Галекі, Джим Парсонс, Кейлі Куоко, Саймон Гелберг, Кунал Найар, Сара Гілберт, Маїм Бялік, Мелісса Ройч, Кевін Сассман                          |
| 2017      | «The Zoo»                                       | NBA 2K18                          | Відео гра |
| 2018      | «Rock You Like a Hurricane»                     | Погоня за ураганом                | У головних ролях: Тобі Кеббелл, Меггі Грейс, Райан Квотен, Ральф Айнесон                                                                                       |
| 2018      | «Rock You Like a Hurricane»                     | LA to Vegas                       | Епізод Два з половиною пілоти |
| 2018      | «Wind of Change»                                | Шпигун, який мене кинув           | У головних ролях: Міла Куніс, Кейт Маккіннон, Джастін Теру |
| 2018      | «Rock You Like a Hurricane»                     | The Romanoffs                     | Епізод Той, що тримає все |
| 2019      | «Still Loving You»                              | Ibiza                             | У головних ролях: Крістіан Клав'є, Матильда Сеньєр, Леопольд Бухсбаум                                                                                          |
| 2021      | «No One Like You»                               | Кайфтаун                          | Епізод "Свіжа, як ромашка |
| 2021      | «Still Loving You»                              | MacGruber                         | Епізод Хороший день, щоб померти |
| 2022      | «Rock you Like a Hurricane»                     | Хлопаки                           | Епізод "Варварське узбережжя |

## Кавери
| Рік  | Пісня                                          | Альбом                                                                          | Опис | Оригінал           |
| ---- | ---------------------------------------------- | ------------------------------------------------------------------------------- | --- | ------------------ |
| 1975 | «Fuchs geh' voran» / «Wenn es richtig losgeht» | «The Hunters» (сингл)                                                           | Спочатку випущений як сингл; німецькі версії «Fox on the Run» та «Action»                                                           | Sweet              |
| 1978 | «Kōjō no Tsuki»                                | Tokyo Tapes                                                                     | Записано в Токіо. Японська пісня. Нові аранжування гурту                                                                            | Rentarō Taki       |
| 1978 | «Hound Dog»                                    | Tokyo Tapes                                                                     | Записано в Токіо. Попурі з «Long Tall Sally»                                                                                        | Big Mama Thornton  |
| 1978 | «Long Tall Sally»                              | Tokyo Tapes                                                                     | Записано в Токіо. Попурі з «Hound Dog»                                                                                              | Little Richard     |
| 1989 | «I Can't Explain»                              | Best of Rockers 'n' Ballads                                                     | — | The Who            |
| 1990 | «In the Flesh?»                                | The Wall — Live in Berlin                                                       | Пісня-відкриття шоу, ведучий Роджер Вотерс                                                                                          | Pink Floyd         |
| 1992 | «White Dove»                                   | «White Dove» (сингл) / Live Bites                                               | Англійська версія пісні Gyöngyhajú lány. Записано на підтримку ЮНІСЕФ для допомоги Руанді                                           | Omega              |
| 1992 | «Ave Maria No Morro»                           | «White Dove» (сингли B -сторона)                                                | — | Trio de Ouro       |
| 1993 | «(Marie's the Name) His Latest Flame»          | Face the Heat (прихований бонус-трек)                                           | Також виступав наживо на концерті «Elvis: The Tribute», що транслювався по телебаченню в Мемфісі, штат Теннессі, 8 жовтня 1994 року | Елвіс Преслі       |
| 2000 | «Here in My Heart»                             | Moment of Glory                                                                 | — | Tiffany            |
| 2001 | «Love of My Life»                              | Acoustica                                                                       | — | Queen              |
| 2001 | «Dust in the Wind»                             | Acoustica                                                                       | — | Kansas             |
| 2001 | «Drive»                                        | Acoustica                                                                       | — | The Cars           |
| 2004 | «You Are the Champion»                         | «You Are the Champion» (сингл) / Stand Up for the Champion — Michael Schumacher | Запис з Міхаелем Кляйтманом на честь перемоги Міхаеля Шумахера у сьомому чемпіонаті Формули-1                                       | Queen              |
| 2011 | «Tainted Love»                                 | Comeblack                                                                       | — | Глорія Джонс       |
| 2011 | «Children of the Revolution»                   | Comeblack                                                                       | — | T. Rex             |
| 2011 | «Across the Universe»                          | Comeblack                                                                       | — | The Beatles        |
| 2011 | «Tin Soldier»                                  | Comeblack                                                                       | — | Small Faces        |
| 2011 | «All Day and All of the Night»                 | Comeblack                                                                       | — | The Kinks          |
| 2011 | «Ruby Tuesday»                                 | Comeblack                                                                       | — | The Rolling Stones |
| 2011 | «Shapes of Things»                             | Comeblack                                                                       | — | The Yardbirds      |
| 2014 | «The Temple of the King»                       | Ronnie James Dio — This Is Your Life                                            | Записано на честь Ронні Джеймса Діо                                                                                                 | Rainbow            |